# 雙重學籍
雙重學籍(double registration)，係指大學內的學生，因個人因素而考慮就讀兩所大學。有可能日夜間部各於一學校就讀，或於兩所大學日間部就讀，甚在同一所大學經其他招生考試錄取兩所校系等情形。例如各自主修企管系和中文系。

## 規則
1.由該校學生自行向教務處申請雙重學籍處理表，後經該校系主任核准。
2.若未申請被查處，最重以退學論處。

3.也有學校已取消具雙重學籍退學規定允許學生可以雙重學籍。

### 要點
不屬於雙學士之概念亦非校際聯盟雙聯學制概念。